# 東戸塚駅

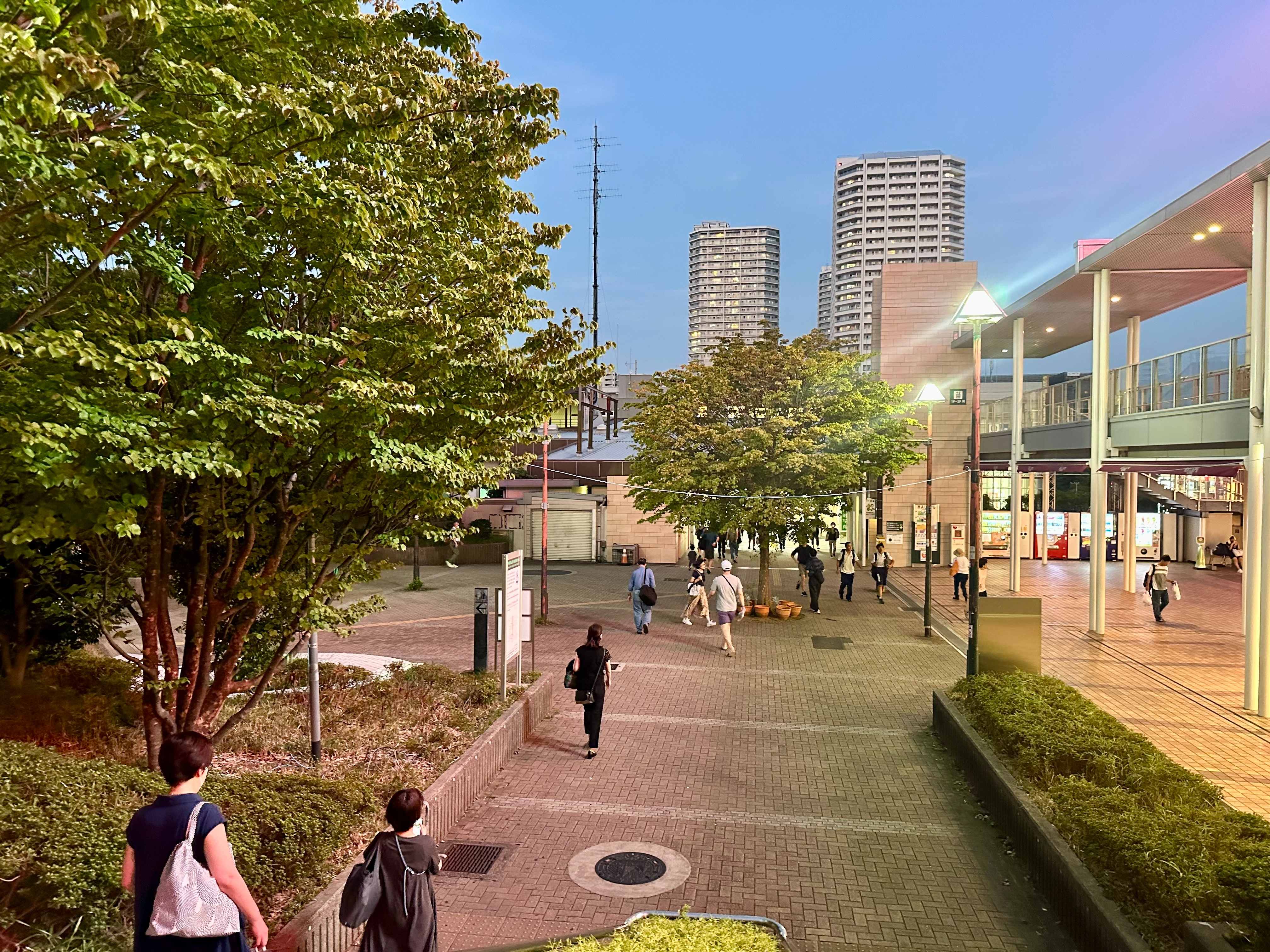
西口（2024年9月）

東戸塚駅（ひがしとつかえき）は、神奈川県横浜市戸塚区品濃町にある、東日本旅客鉄道（JR東日本）の駅である。
地域住民からの要望を受けて新設された請願駅であり、SM分離に際して新川崎駅とともに開業した。

## 乗り入れ路線
乗入路線は、線路名称上は東海道本線であるが、当駅には横須賀・総武快速線専用線路上にのみ旅客ホームがあり、同線路を走行する横須賀線電車及び湘南新宿ラインの宇都宮線 - 横須賀線直通列車のみが停車し、東海道線列車は停車せず、旅客案内では「東海道（本）線」とは案内されていない。湘南新宿ラインの東海道線 - 高崎線系統は全列車が快速運転のため通過する。
当駅には、各路線ごとに駅番号が付与されている。
- 横須賀・総武快速線：東海道本線（品鶴線経由）を経て、下り列車は大船駅より線路名称上の横須賀線を走る。上り列車は多くの列車が東京駅を経由し、総武快速線へ直通する - 駅番号はJO 11。
- 湘南新宿ライン：東海道本線（品鶴線経由）を経て、西大井駅まで横須賀線と同一の線路を使用し、新宿駅経由で宇都宮線へ直通する - 駅番号はJS 11。

このほか、東海道本線の本線と横浜羽沢駅経由の東海道本線支線との分岐駅になっている。この支線は、当駅以西で旅客線と並行して小田原駅まで延びる貨物列車専用線と繋がっており、併せて東海道貨物線と呼ばれている。ただし当駅の貨物線上には停車場が存在せず、列車はすべて通過する。
また、JRの特定都区市内制度における「横浜市内」に属する。

## 歴史
当駅は地元住民の1世紀を越える請願運動の末に、新一開発興業社長の福原政二郎が中心となって設置された請願駅である。大正期に「武蔵駅」として一旦開業が決まったが、関東大震災により頓挫。戦後、地元住民による10万人超の署名運動が行政を動かし、官民一体となった運動が結実して開業した。1980年代に開業した比較的新しい駅であるが、1990年代後半からは駅前再開発事業が行われ、百貨店やショッピングモール等の商業施設が相次いで開業し、駅周辺では1990年代から2000年代にかけて計5棟の高層マンションが建設され、市内では横浜みなとみらい21地区に次ぐ供給量になっている。現在ではマンションなどの建設も進み住宅街としても発展している。
- 地域の歴史については、東戸塚#歴史、戸塚駅#歴史、戸塚区#歴史も参照。
- 横須賀線の歴史と「SM分離」については、横須賀・総武快速線#歴史、横須賀線#歴史も参照。
- 東海道線の歴史については、東海道本線#歴史、東海道線_(JR東日本)#東海道線東京口普通列車の沿革も参照。

### 年表
- 1887年（明治20年）7月11日：東海道本線横浜 - 国府津間が延伸開業、戸塚駅が開業[7]。
- 1923年（大正12年）：ほぼ現在の東戸塚駅の場所に「武蔵駅」設置が決定するが、同年9月1日の関東大震災で計画頓挫[7]。
- 1939年（昭和14年）：新駅設置を求める住民運動が起こる[7]。その後、終戦直後に再び運動開始[7]。
- 1965年（昭和40年）：地元住民有志により「東戸塚駅（仮称）設置促進委員会」が結成される[7]。新駅設置を求める署名運動開始。1万5千人超の署名を集め、横浜市長・市議会議長に陳情[7]。
- 1967年（昭和42年）7月：国鉄総裁に対し新駅設置を陳情[7]。
- 1969年（昭和44年）11月：横浜市長（当時）飛鳥田一雄、陳情に対し新駅設置促進を回答[7]。
- 1970年（昭和45年）8月：国鉄本社に対し新駅設置を陳情[7]。
- 1972年（昭和47年）
  - 8月：新駅設置を求める住民大会を小糸工業（戸塚区前田町）で開催。署名は10万5千人に達する。官民一体の運動開始[7]。
  - 9月：神奈川県知事（当時）津田文吾、国鉄総裁に対し新駅設置を要望[7]。
- 1973年（昭和48年）：駅設置促進期成同盟を結成。新駅設置について横浜市と協議開始[7]。
- 1974年（昭和49年）：国鉄横浜新貨物線の土地収用について建設大臣より事業認定[7]。

地元住民が以降、横浜新貨物線の早期開業を求め、国鉄と自治体（横浜市、神奈川県および県議会議長、神奈川県収用委員会）へ陳情を続ける。
- 1977年（昭和52年）：期成同盟、横浜市都市計画局と新駅設置についての覚書を締結[7]。

新駅は請願駅として設置されることになり、横浜市長・福原政二郎・期成同盟会長の3者で協定書を締結。駅設置のための費用と用地は地元負担とする。
- 1979年（昭和54年）2月：新駅設置工事開始、起工式が行われる[7]。
- 1980年（昭和55年）
  - 8月27日：駅名を「東戸塚駅」に決定する[8]。
  - 9月30日：東戸塚駅開業記念式典が開催される[7]。
  - 10月1日：東戸塚駅開業[7]。東海道本線・横須賀線電車の別線化による分離運転（SM分離）開始と同時に開業[5]。旅客営業のみ[1]。

同日、横須賀線では新川崎駅も開業している[5]。
- 1982年（昭和58年）：西口駅前広場が供用開始。
- 1987年（昭和62年）4月1日：国鉄分割民営化に伴い、東日本旅客鉄道（JR東日本）の駅となる[1]。鶴見駅から横浜羽沢駅を経由する支線の終点が、戸塚駅から東戸塚駅に変更される。
- 1993年（平成5年）10月22日：自動改札機を設置し、供用開始[9]。
- 1998年（平成10年）3月：駅前再開発事業により、西口に東戸塚西口プラザが開業。キーテナントはコープかながわ。
- 1999年（平成11年）10月7日：駅前再開発事業により、東口にオーロラシティが開業。キーテナントは西武百貨店東戸塚店（現在は西武東戸塚S.C.）、ダイエー東戸塚店（2016年にイオンへ業態転換[10]、現在はイオンスタイル東戸塚）。
- 2001年（平成13年）11月18日：交通系ICカード「Suica」の利用が可能となる。
- 2003年（平成15年）10月20日：東戸塚駅乗入関連のバス路線が再編される。
- 2009年（平成21年）：西口にモレラ東戸塚[11]が開業。キーテナントは東急ストア。
- 2019年（令和元年）7月1日：業務委託化[3]。
- 2024年（令和6年）
  - 1月24日：みどりの窓口の営業を終了[4]。
  - 1月25日：話せる指定席券売機を導入[4]。

## 駅構造
JR東日本ステーションサービスが駅管理を受託している横浜統括センター（戸塚駅）管理の業務委託駅。島式ホーム1面2線を有する地上駅で、橋上駅舎を有している。エスカレーターは上下双方が設置されているが、平日・休日とも午後5:30以降は2つ共上り専用となり、ホームに降りるにはエレベーターか階段を利用しなければならない。
ホームの東側に東海道線、西側に東海道貨物線の線路が通っているが、ホームは設置されていない。
ダイヤ乱れ時は当駅に東海道線や東海道線 - 高崎線系統の湘南新宿ライン（快速・特別快速）が停車することがある。

### のりば
| 番線 | 路線                   | 方向 | 行先                           |
| ---- | ---------------------- | ---- | ------------------------------ |
| 1    | 横須賀・総武線（快速） | 上り | 横浜・品川・東京・千葉方面     |
| 1    | 湘南新宿ライン         | 北行 | 渋谷・新宿・大宮方面           |
| 2    | 横須賀線               | 下り | 大船・鎌倉・横須賀・久里浜方面 |

（出典：JR東日本:駅構内図）

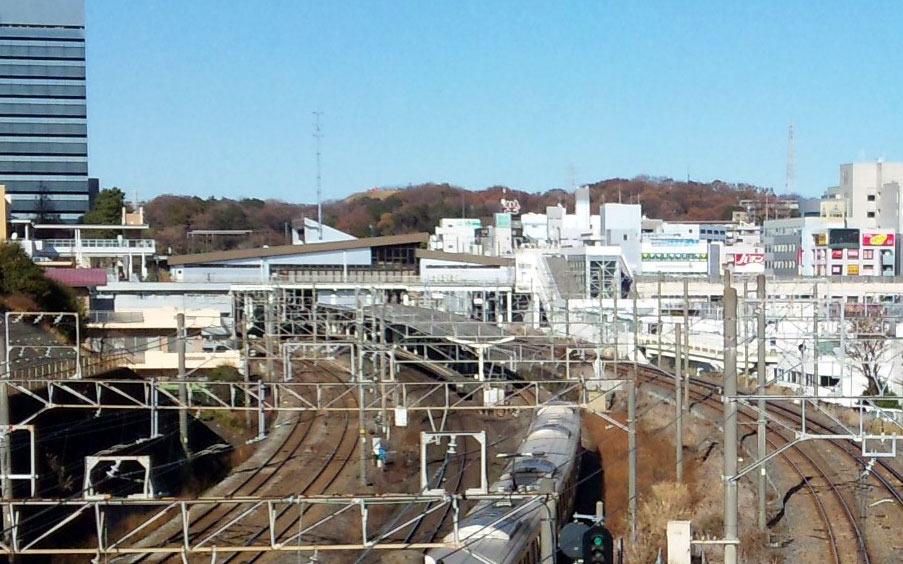
戸塚側、天王山橋から撮影 右）東海道線 中央）横須賀線 左）貨物線が走る。駅奥の丘陵地に清水谷戸トンネルがある。
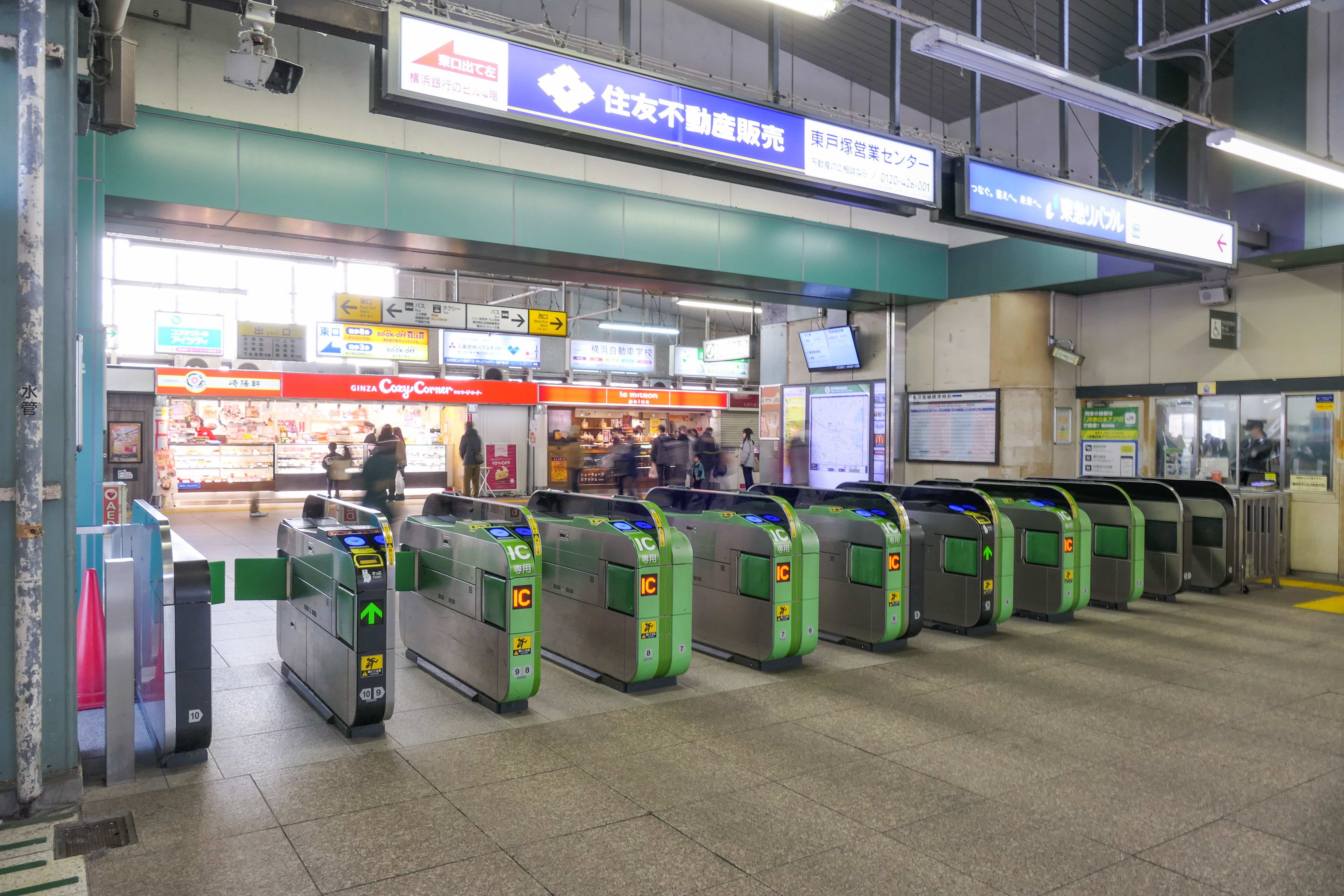
改札口（2023年1月）
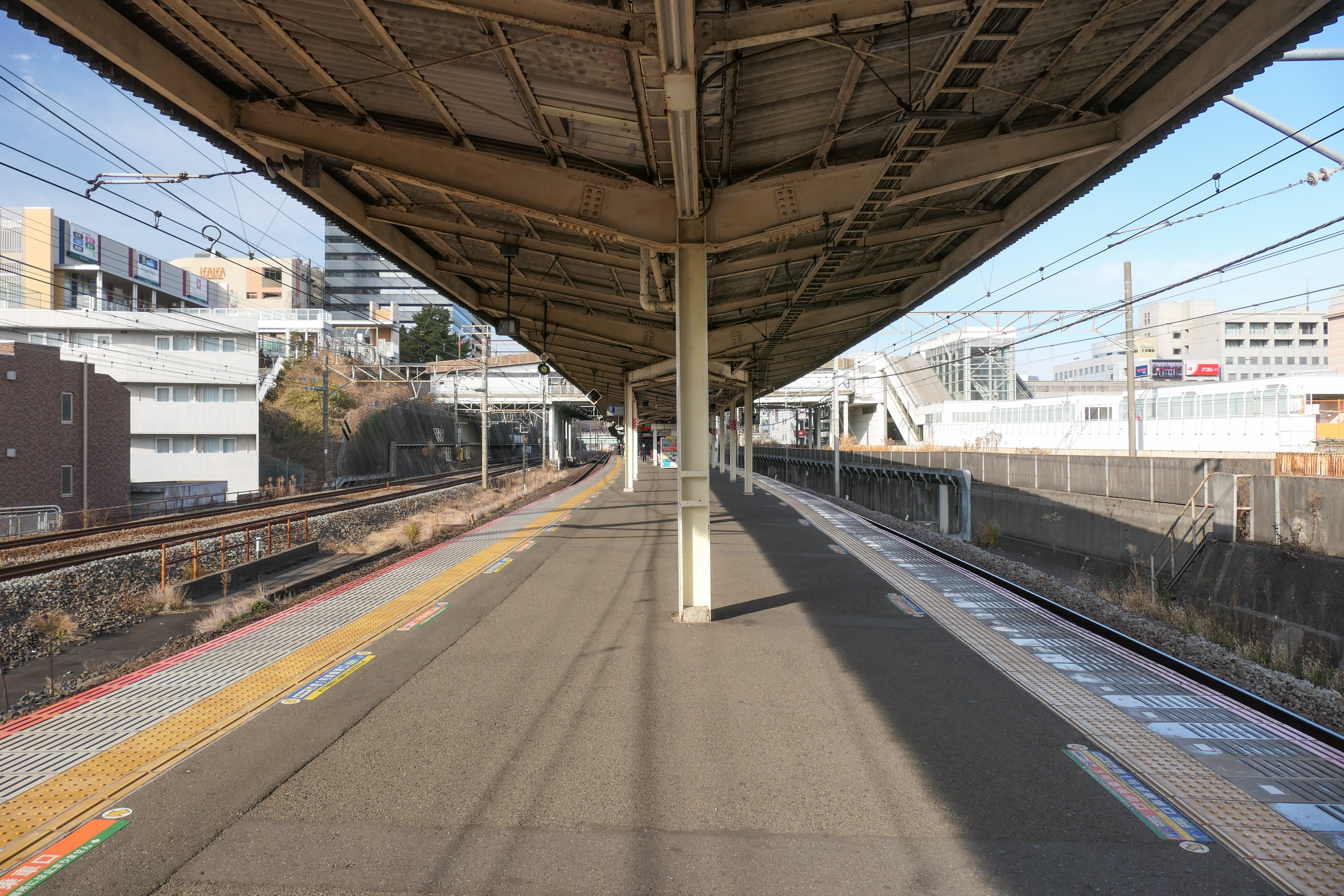
ホーム（2023年1月）
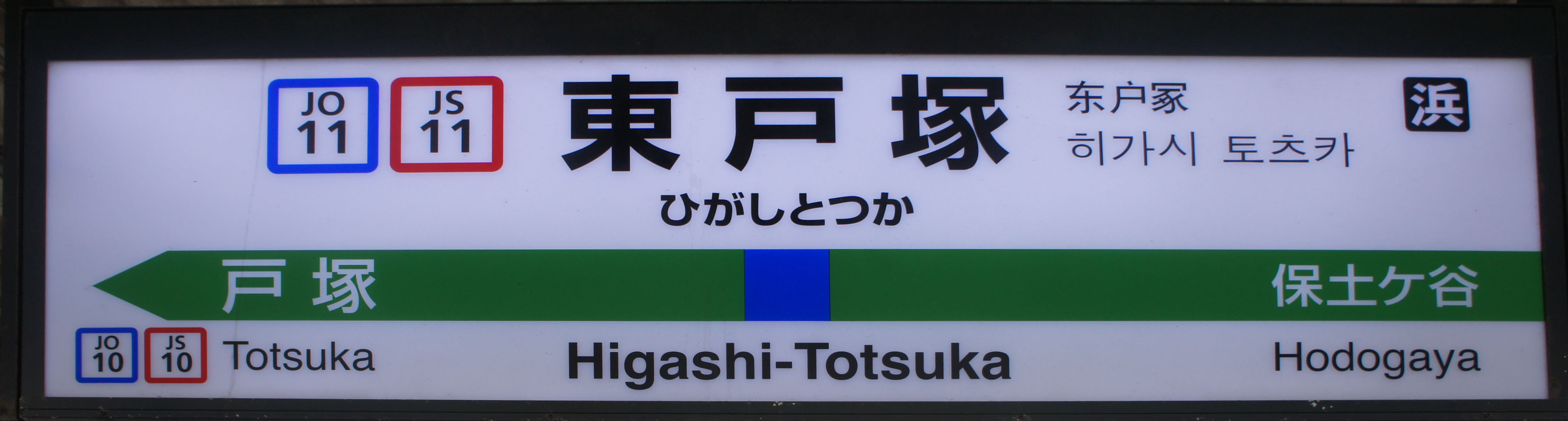
ホーム上の駅名標。新字体の「塚」が使われる。（2019年6月）
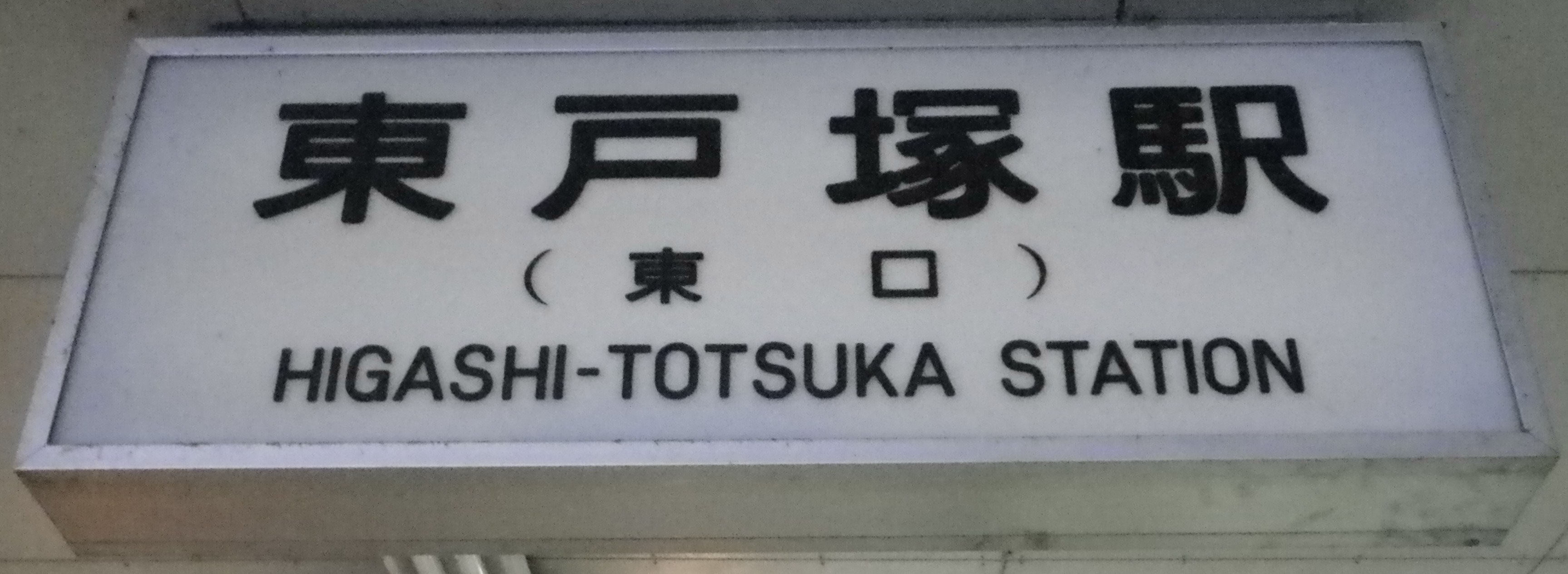
橋上駅舎上の駅名標。旧字体の「塚」が使われる。（2011年5月）

### 駅構内設備
- 指定席券売機、話せる指定席券売機[4]
- NewDays ミニ 東戸塚1号店 - 改札外、改札を出てすぐ左手
- NewDays KIOSK 東戸塚駅西口店 - 改札外、西口出口付近
- いろり庵きらく - 改札外
- バーガーキング東戸塚店 - 東口出口傍
- 銀座コージーコーナー - 改札外
- スシロー To Go JR東戸塚駅店 - 改札外
- BECK'S COFFEE SHOP - 改札外
- 横浜市行政サービスコーナー - 駅舎1階

## 利用状況
2023年度（令和5年度）の1日平均乗車人員は51,033人である。JR東日本全体では茅ケ崎駅に次いで第85位。横須賀線の単独駅（東京 - 久里浜間）では最多。接続路線のある鎌倉駅より利用者数が多い。
1991年度（平成3年度）以降の1日平均乗車人員推移は下記の通り。
| 年度               | 1日平均 乗車人員 | 出典       |
| ------------------ | ---------------- | ---------- |
| 1991年（平成03年） | 38,541           |            |
| 1992年（平成04年） | 40,644           |            |
| 1993年（平成05年） | 42,414           |            |
| 1994年（平成06年） | 43,354           |            |
| 1995年（平成07年） | 44,175           | [ 統計 2 ] |
| 1996年（平成08年） | 45,330           |            |
| 1997年（平成09年） | 45,269           |            |
| 1998年（平成10年） | 45,756           | [ * 1 ]    |
| 1999年（平成11年） | 48,063           | [ * 2 ]    |
| 2000年（平成12年） | 49,094           | [ * 2 ]    |
| 2001年（平成13年） | 50,197           | [ * 3 ]    |
| 2002年（平成14年） | 51,298           | [ * 4 ]    |
| 2003年（平成15年） | 52,179           | [ * 5 ]    |
| 2004年（平成16年） | 53,122           | [ * 6 ]    |
| 2005年（平成17年） | 54,213           | [ * 7 ]    |
| 2006年（平成18年） | 55,906           | [ * 8 ]    |
| 2007年（平成19年） | 57,047           | [ * 9 ]    |
| 2008年（平成20年） | 57,523           | [ * 10 ]   |
| 2009年（平成21年） | 57,818           | [ * 11 ]   |
| 2010年（平成22年） | 57,754           | [ * 12 ]   |
| 2011年（平成23年） | 57,520           | [ * 13 ]   |
| 2012年（平成24年） | 57,808           | [ * 14 ]   |
| 2013年（平成25年） | 58,487           | [ * 15 ]   |
| 2014年（平成26年） | 57,613           | [ * 16 ]   |
| 2015年（平成27年） | 58,172           | [ * 17 ]   |
| 2016年（平成28年） | 58,400           | [ * 18 ]   |
| 2017年（平成29年） | 58,780           | [ * 19 ]   |
| 2018年（平成30年） | 59,329           | [ * 20 ]   |
| 2019年（令和元年） | 58,888           | [ * 21 ]   |
| 2020年（令和02年） | 44,389           |            |
| 2021年（令和03年） | 45,942           |            |
| 2022年（令和04年） | 48,916           |            |
| 2023年（令和05年） | 51,033           |            |

## 駅弁
長らく大船軒が駅弁を担当していたが、2020年1月15日に撤退。現在は隣接店舗にて崎陽軒が駅弁を販売している。主な駅弁は下記の通り。
- 横濱中華弁当
- 幕の内弁当
- かながわ味わい弁当(季節により内容が変わる：春・初夏・夏・秋・冬)
- シウマイ弁当
- おべんとう(季節により内容が変わる春・初夏・夏・秋・冬)
- しょうが焼弁当
- 横濱チャーハン
- お赤飯弁当
- 炒飯弁当
- 横濱ピラフ

## 駅周辺
2017年現在、東戸塚という町名は存在せず、駅東口周辺は品濃町、西口周辺は川上町という町名である。
近年は駅前再開発により、商業施設や住宅地の充実で大きく発展している。東口では駅前再開発が進み、駅舎3Fからペデストリアンデッキで再開発ビルオーロラシティや複数の高層マンションと結ばれている。
西口には、駅前再開発でモレラ東戸塚が建設された。東口ほど大規模ではないが、商業施設やマンション等住宅街を中心に近年発展している。横浜カントリークラブや戸塚カントリー倶楽部といったゴルフ場が比較的近く、バスターミナルから送迎バスが運行されている。
駅から少し離れると、農地や果樹園、草原や小さな山々（谷戸）等、未開発の田園風景が残り、開業が比較的新しい駅の典型的な特徴がある。特に、駅の保土ケ谷寄りから品濃トンネルの間には肥田牧場がある。

### 駅東口

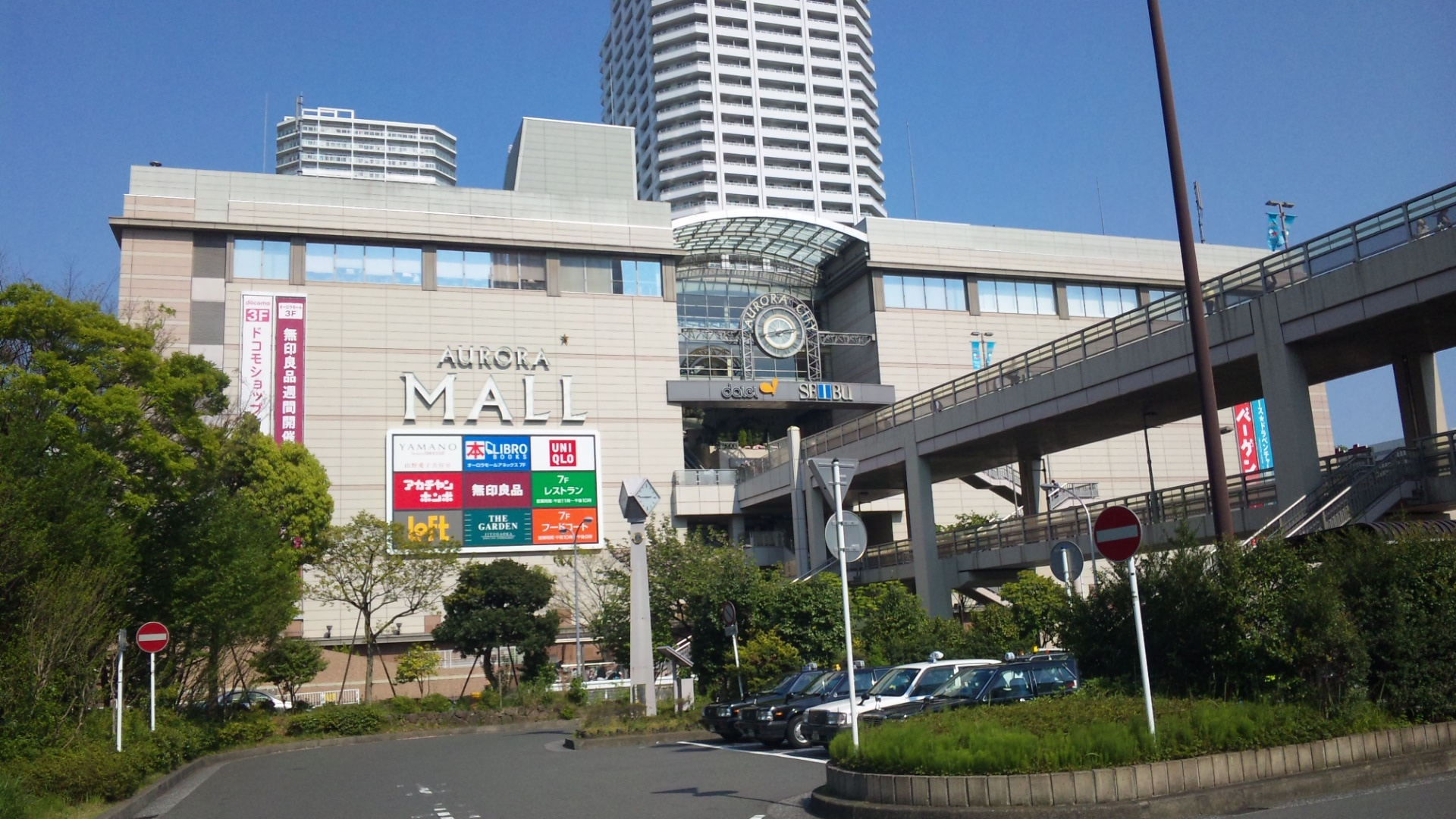
オーロラシティ

- オーロラシティ
  - 西武東戸塚S.C
  - オーロラモール
  - オーロラモールアネックス
  - イオンスタイル東戸塚
- コナカ本社・東戸塚総本店

### 駅西口

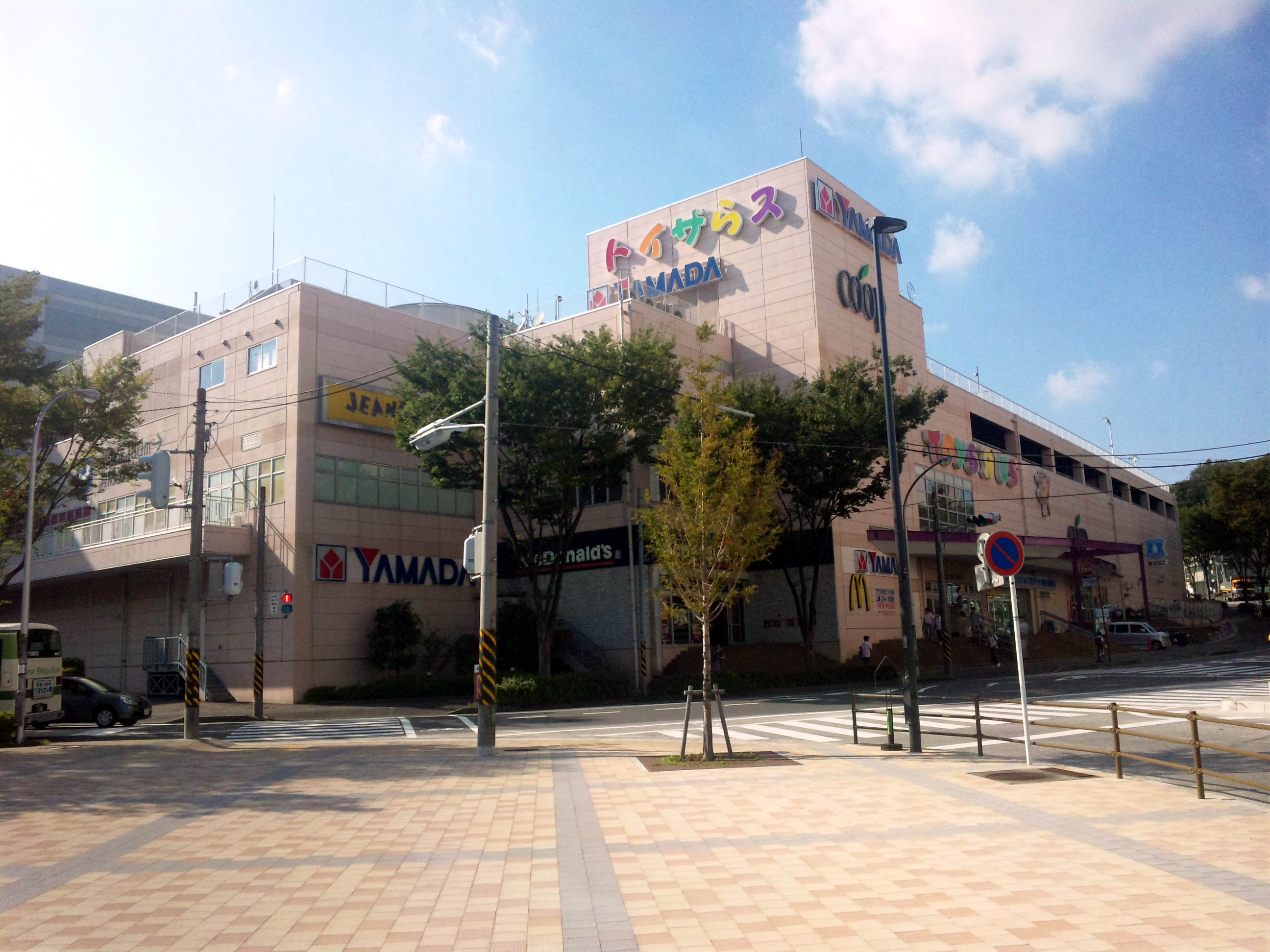
モレラ東戸塚
  - 東急ストア
  - ハックドラッグ
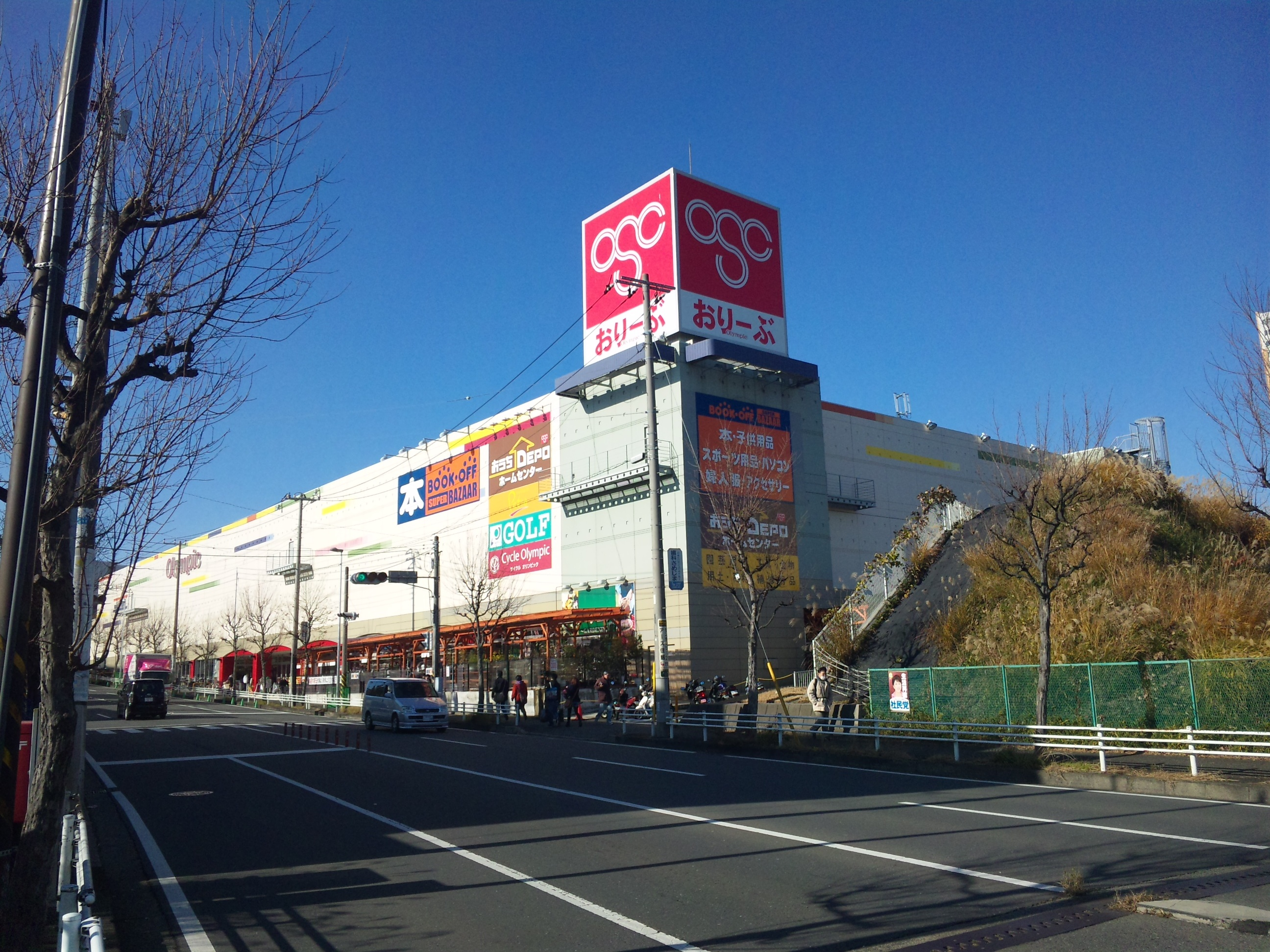
東戸塚西口プラザ
  - ダイソー
  - ノジマ
  - 生活協同組合ユーコープ
  - 西松屋
  - しまむら
- Olympicおりーぶ東戸塚店
  - ブックオフスーパーバザー

- 東戸塚西口プラザ
- Olympicおりーぶ東戸塚店

### 金融機関
- 三井住友銀行東戸塚支店
- 横浜銀行東戸塚支店
- みずほ銀行東戸塚支店
- 横浜信用金庫東戸塚支店

### 運動施設
- 戸塚カントリー倶楽部
- 横浜カントリークラブ
- 横浜FC LEOCトレーニングセンター（横浜FC練習場）

### 学校
- 横浜市立川上北小学校
- 横浜市立川上小学校
- 横浜市立品濃小学校
- 横浜市立東品濃小学校
- 横浜市立平戸小学校
- 横浜市立名瀬中学校
- 横浜市立平戸中学校
- 岩崎学園
  - 横浜リハビリテーション専門学校
  - 横浜保育福祉専門学校

### 旧跡・神社仏閣
- 旧東海道
  - 品濃一里塚
  - 境木地蔵
  - 旧権太坂
- 白旗神社（品濃白旗神社、平戸白旗神社）
- 北天院
- 清水谷戸トンネル（日本最古の現役鉄道トンネル）

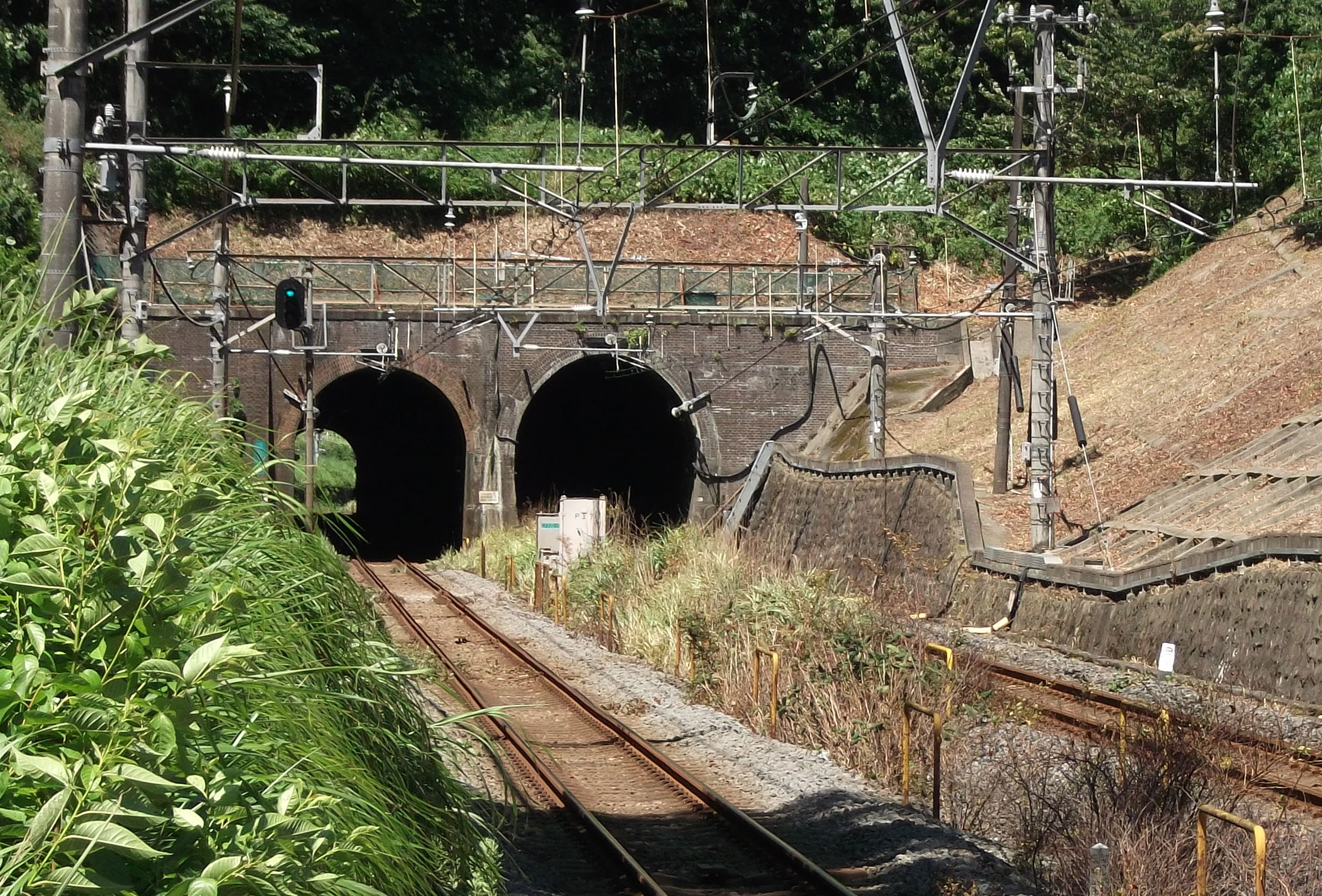
清水谷戸トンネル
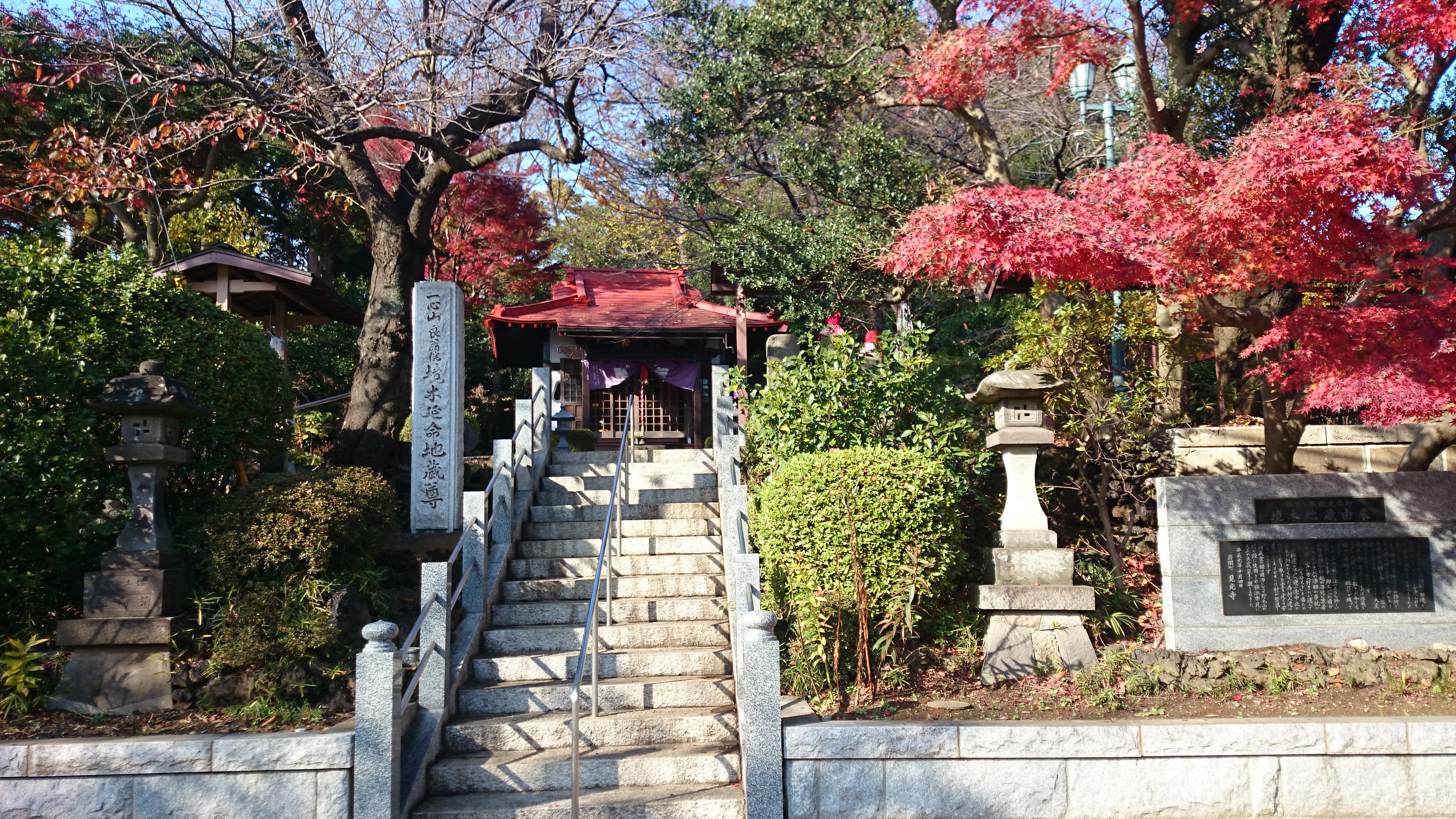
境木地蔵
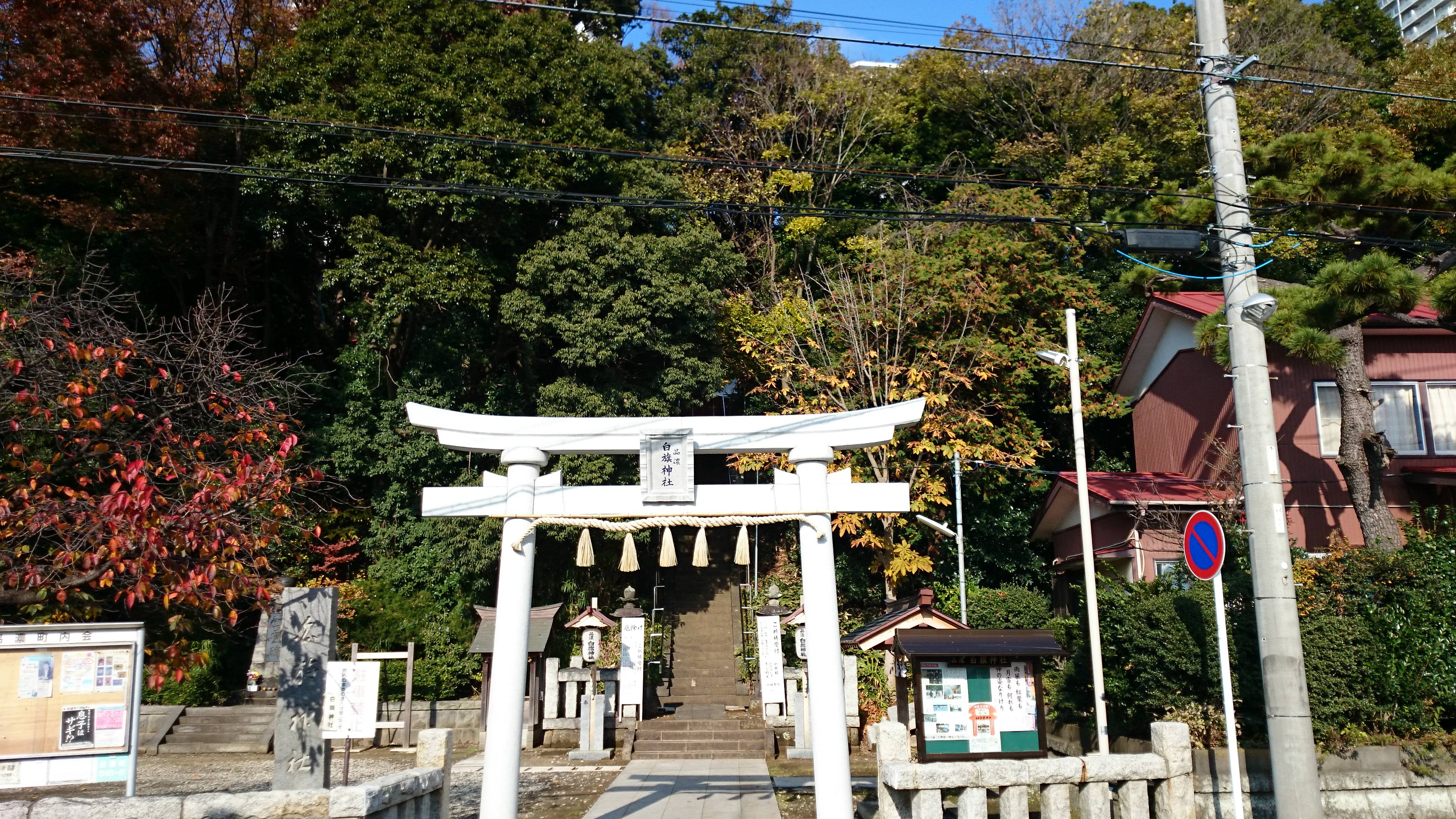
品濃白旗神社

### 行政
- 横浜市東戸塚駅行政サービスコーナー
- 横浜西年金事務所

### 企業
- 小糸製作所・コイト電工本社
- エフエム戸塚
- グラフテック本社
- 有隣堂営業本部
- 日本交通横浜本社営業所
- 第一生命東戸塚教育センター新館

### その他
- 品濃中央公園
- 神奈川県営川上団地
- 環状2号線（横浜市道17号）

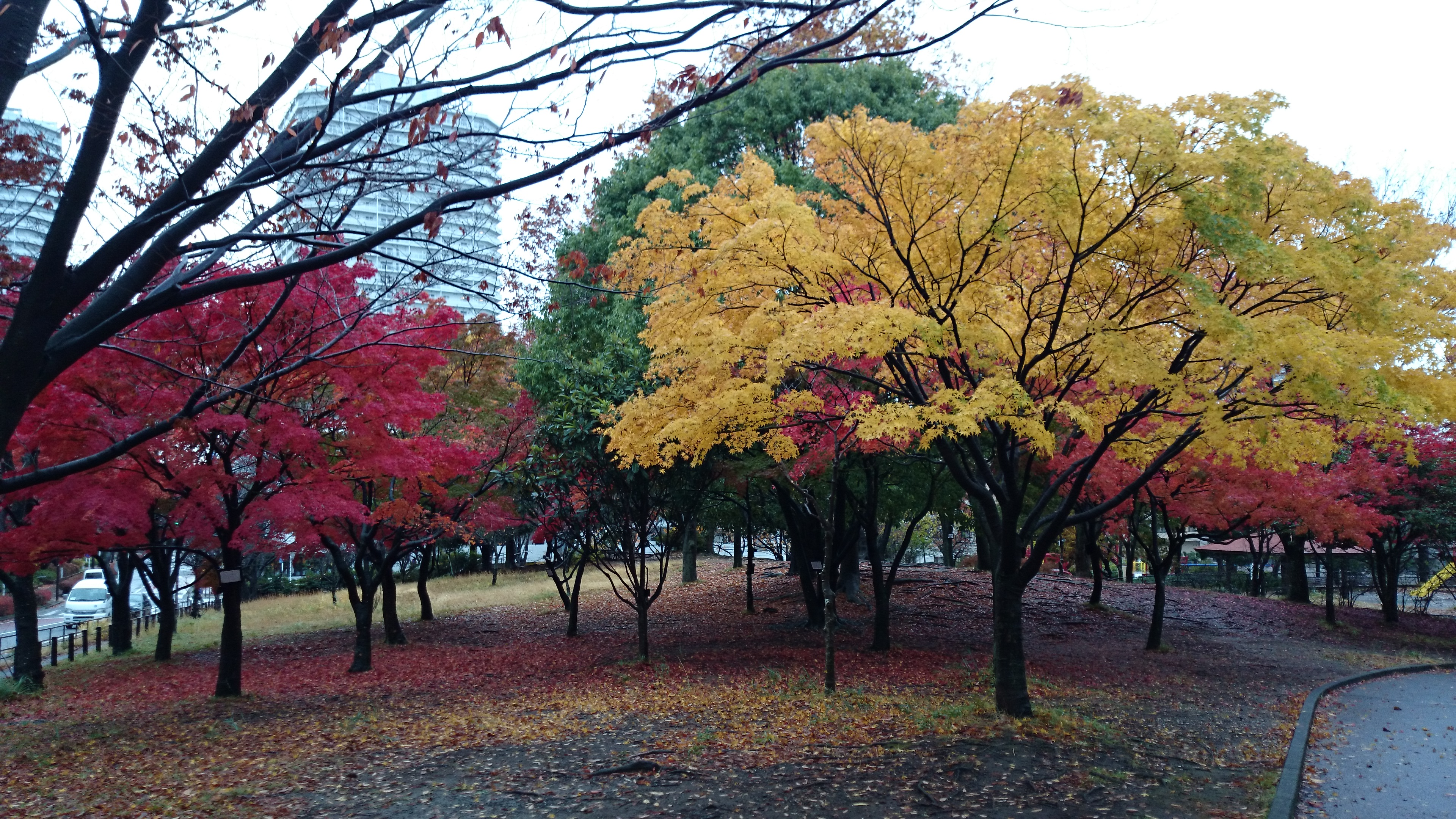
品濃中央公園

- 横浜新道 川上インターチェンジ・今井インターチェンジ
- 東戸塚記念病院

## バス路線

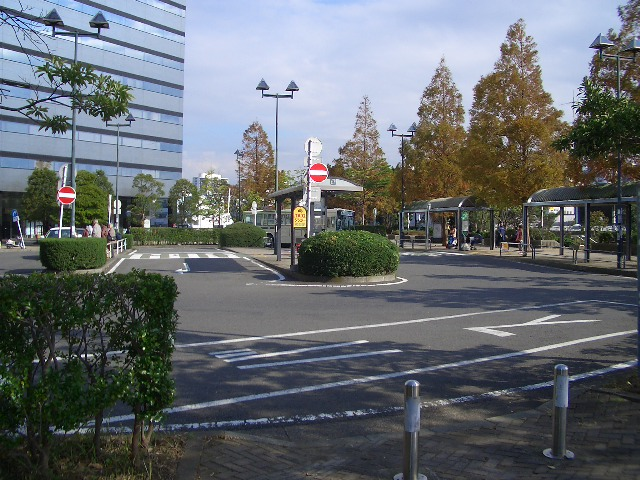
西口バスターミナル（2004年11月）

| のりば     | 運行事業者     | 系統・行先 | 備考                                      |
| 駅前・東口 | 駅前・東口     | 駅前・東口 | 駅前・東口                                |
| ---------- | -------------- | --- | ----------------------------------------- |
| 1          | 横浜市営バス   | - 210：境木中学校前方面（循環含む） - 214：グリーンタウン入口・境木中学校方面（循環） - 260：平和台折返場                               |                                           |
| 2          | 神奈川中央交通 | - 東10：緑園都市駅 - 東23：弥生台駅 |                                           |
| 3          | 神奈川中央交通 | - 戸33：戸塚駅東口 - 東02：舞岡 - 東04：川上団地                                                                                        |                                           |
| 4          | 神奈川中央交通 | - 横17：横浜駅西口 - 東01：井土ヶ谷下町 - 東03：平戸団地 - 東06：県庁入口 - 東08：横浜パークタウン - 東21：水道道 - 205：保土ケ谷駅東口 | - 「東06」「東21」「205」は平日朝のみ運行 |
| 5          | 神奈川中央交通 | - 東12：京急ニュータウン - 上202・203：上大岡駅                                                                                         |                                           |
| 6          | 神奈川中央交通 | - 東50：上永谷駅 - 東55：東戸塚駅東口                                                                                                   |                                           |
| 西口       |                | |                                           |
| 1          | 神奈川中央交通 | 東16：公園前商店街入口 / 東戸塚駅西口                                                                                                   | 公園前商店街入口行きは平日夜1本のみ運行   |
| 1          | 相鉄バス       | 浜17：東戸塚駅西口 / 星川ランプ | 星川ランプ止まりは夜間のみ運行            |
| 2          | 相鉄バス       | 旭6：市沢小学校 / 左近山第一 / 左近山第五 / 二俣川駅南口                                                                                |                                           |

## 今後の予定
横浜市営地下鉄グリーンラインの停車駅になり、日吉、中山、二俣川、上大岡、根岸方面に接続する計画がある。

## 隣の駅
東日本旅客鉄道（JR東日本）
 横須賀線（東京駅 - 大船駅間は東海道本線）
保土ケ谷駅 (JO 12) - 東戸塚駅 (JO 11) - 戸塚駅 (JO 10)
 湘南新宿ライン
■特別快速・■快速（いずれも高崎線 - 東海道本線直通）
通過 (異常時には臨時停車の場合あり)
■普通（横須賀線 - 宇都宮線直通）
保土ケ谷駅 (JS 12) - 東戸塚駅 (JS 11) - 戸塚駅 (JS 10)
東海道貨物線
横浜羽沢駅 - （東戸塚駅） - 大船駅
※書類上は当駅が貨物支線の終点。当駅より大船方は旅客線と並行する貨物線を走行する。

### 記事本文